# Droga wojewódzka 324
Die Droga wojewódzka 324 ist eine Woiwodschaftsstraße in den polnischen Woiwodschaften Lebus, Niederschlesien und Großpolen. Die Straße beginnt in Szlichtyngowa (Schlichtingsheim) und verläuft über Góra (Guhrau) nach Załęcze (Königsdorf), wo sie sich mit der Droga krajowa 36 trifft. In ihrem Verlauf trifft die Straße zudem auf die Droga wojewódzka 305 und die Droga wojewódzka 323. Die DW 324 hat eine Gesamtlänge von 43 Kilometern.